# Головин, Николай Михайлович (педагог)
Никола́й Миха́йлович Голови́н (6 августа 1889 или 9 августа 1889 — 20 ноября 1954, Чёбаково, Ярославская область) — преподаватель, краевед, заслуженный учитель школы РСФСР (1943), член ЦИК СССР (1935—1937), депутат Верховного Совета СССР 3-го созыва (1950—1954).

## Биография
Николай Головин — выходец из крестьянской семьи. В 1900 году после трёх классов школы поступил в училище, которое окончил в 1903 году. В 1907 году экстерном сдал экзамены на должность учителя начальных классов при Ярославской губернской гимназии. С марта 1908 работал учителем в Судиловской церковноприходской школе. В 1914 году вернулся в Чёбаковскую школу, где продолжил работать до конца жизни. Николай Михайлович придумал эффективную систему изучения и воспитания детей в сельской школе, основанную на методике развития познавательной деятельности подростков.
Благодаря Головину в 1933 году Чёбаковская школа была признана лучшим учебным заведением для детей в РСФСР. В образовательный процесс были включены учебная и трудовая деятельность. Большая работа уделялась политехническому образованию, опытнической, исследовательской работе на пришкольном участке, художественному творчеству студентов. Для воспитания гражданственности Головин использовал составляющие краеведческой работы. В школе был создан краеведческий музей, периодически велись экскурсии, работали кружки (художников, затейников и др.). Коллектив школы деятельно принимал участие в преобразовании общественной среды и стал центром культуры в селе.
За победу в конкурсе опытно-показательных школ РСФСР в 1935 году Чёбаковская школа получила премию Наркомпроса. Нарком просвещения РСФСР А. С. Бубнов вручил школе Красное знамя Наркомпроса. Знакомиться с работой Н. М. Головина съезжались учителя со всех концов страны. Начиная с октября 1937 года о визите народного комиссара упоминать перестали, потому что он был репрессирован и расстрелян как «враг народа».

## Букварь
Головин придумал базирующийся на звуковом аналитико-синтетическом способе «Букварь», в 1937—1944 гг. переживший 8 переизданий. (Конечно, в духе времени, в «Букваре», кроме стихов и рассказов о кошке, собачке и воробышке, размещены рассказы о Ленине, Сталине, Молотове, Кагановиче, Калинине и Ворошилове). Не считая «Букваря» Головин написал учебные пособия «Русский язык в начальной школе», «Краеведение в начальной школе», «Книга для чтения» и др. Он создатель книжки «Записки учителя» (Ярославское областное государственное издательство, 1949).
В 1937 году в Чёбакове было основано педагогическое училище, в котором Н. М. Головин преподавал.
Педагогическая работа Н. М. Головина была связана как с государственной, так и социальной деятельностью. Он многократно избирался депутатом Тутаевского местного и Ярославского областного Советов, с 1935 г. был членом ЦИК СССР, принимал участие в работе VIII Чрезвычайного съезда Советов, принявшего новую Конституцию СССР (1936). 12 марта 1950 года Николай Михайлович был избран депутатом Верховного Совета СССР 3-го созыва (1950—1954).

## Награды
Николай Михайлович Головин был награждён 2-мя орденами Ленина, медалью «За доблестный труд во время ВОВ 1941−1945 г. г.», удостоен звания «Заслуженный учитель школы РСФСР» (1943), избран членом-корреспондентом академии Педагогических наук (с 1944). Его супруга Юлия Фёдоровна также была заслуженным учителем школы РСФСР, награждена орденом Ленина и орденом Трудового Красного Знамени. В Чёбаковской школе основан музей Головиных.